# Jacques Maritain
Jacques Maritain (n. 18 noiembrie 1882 , Paris, Franța– d. 28 aprilie 1973, Touluse) a fost un filozof catolic francez. El este autorul a peste 60 de cărți și este responsabil de revizuirea operei lui Toma d'Aquino pentru timpurile moderne.

## Operă
- Art et scolastique, 1920
- Théonas ou les entretiens d’un sage et de deux philosophes sur diverses matières inégalement actuelles, Paris, Nouvelle librairie nationale, 1921
- Antimoderne, Paris, Édition de la Revue des Jeunes, 1922
- Réflexions sur l’intelligence et sur sa vie propre, Paris, Nouvelle librairie nationale, 1924.
- Trois réformateurs : Luther, Descartes, Rousseau, avec six portraits, Paris, Plon, 1925
- Réponse à Jean Cocteau, 1926
- Une opinion sur Charles Maurras et le devoir des catholiques, Paris, Plon, 1926
- Primauté du spirituel, 1927
- Pourquoi Rome a parlé (coll.), Paris, Spes, 1927
- Clairvoyance de Rome (coll.), Paris, Spes, 1929
- Le docteur angélique, Paris, Paul Hartmann, 1929
- Religion et culture, Paris, Desclée de Brouwer, 1930
- Distinguer pour unir ou Les degrés du savoir, 1932
- De la philosophie chrétienne, Paris, Desclée de Brouwer, 1933
- Du régime temporel et de la liberté, Paris, DDB, 1933
- Lettre sur l’indépendance, Paris, Desclée de Brouwer, 1935.
- Humanisme intégral, Paris, Fernand Aubier, 1936
- Les Juifs parmi les nations, Paris, Cerf, 1938
- Questions de conscience : essais et allocutions, Paris, Desclée de Brouwer, 1938
- Le crépuscule de la civilisation, Paris, Éd. Les Nouvelles Lettres, 1939
- Carnet de notes, Paris, DDB, 1965
- Le paysan de la Garonne. Un vieux laïc s’interroge à propos du temps présent, Paris, DDB, 1966